# 紅亞爾 (哈爾科夫州)
50°20′15″N 37°24′41″E / 50.33750°N 37.41139°E
红亞爾是位於烏克蘭東部的村莊，由哈爾科夫州丘胡伊夫区的沃夫昌斯克市鎮負責管轄。該村始建於1795年，面積0.178平方公里，海拔高度196米，2001年人口25。